# Tram van Cochabamba
De tram van Cochabamba zorgde tussen 1902 en 1948 voor openbaar vervoer in Cochabamba, de vierde grootste stad in Bolivia. Tegen 2020 komt de tram terug onder de vorm van een moderne lightrail.

## De eerste tram van Cochobamba

### Oorsprong en groei
Vanaf 1917 werd de stad verbonden met het spoorwegnet en bediend door stoomtreinen. Het was al in 1902 dat Julio Knaudt, een Duitse ingezetene en later ook een van de stichters van Lloyd Aéreo Boliviano er een eerste vorm van railvervoer invoerde onder de vorm van een paardentram. De Empresa Julio Knaudt (vennootschap Julio Knaudt) baatte twee tramlijnen uit: over Calle Colombia naar het Viedma-ziekenhuis en over de Avenida Oquendo naar Laguna Alalay. De oorsprong van het rollend materieel was onbekend en van de exploitatie zijn geen foto's of afbeeldingen gekend.
De in 1908 opgerichte Empresa de Luz y Fuerza Eléctrica de Cochabamba (ELPEC) bouwde een elektriciteitscentrale in Chocaya, 18 km ten noordwesten van de stad, en zorgde voor de eerste stadsverlichting. Onder de indruk van het succes van twee elektrische spoorlijnen in La Paz, verkreeg de ELFEC in 1909 de vergunning om twee elektrische spoorlijnen in Cochabamaba aan te leggen: een 17 km lange lijn westwaarts naar Vinto en een lijn van 58 km in zuidoostelijke richting naar Arani.
De bouw van de eerste 13 km van de lijn naar Vinto, tot in Quillacollo, werd voltooid op 13 september 1910 en de officiële opening vond plaats op de daaropvolgende nieuwjaarsdag. Kleine elektrische locomotieven gebouwd door Arthur Koppel uit Berlijn konden tot 19 reizigersrijtuigen trekken. De lijn werd enkel overdag uitgebaat gezien de elektriciteitscentrale in Chocaya 's nachts nauwelijks genoeg vermogen had om te voorzien in straatverlichting.
Het 4 km lange traject van Quillacollo tot Vinto kwam voor het reizigersverkeer in dienst in juni 1911 maar tot in 1912 werden de treinen getrokken door stoomlocomotieven. De lijn naar Arani opende in augustus 1912 tot in Tarata en de verlenging tot Arani volgde in 1913. De lijn naar Arani werd nooit geëlektrificeerd en bleef uitgebaat met stoomtractie. Beide lijnen werden aangelegd met een spoorwijdte van 750 mm (29½ in).
In 1913 kreeg de ELFEC toestemming om de lijn naar Vinto te verlengen tot Sipe Sipe en de lijn naar Arani tot Totora, alsook om een 9 km lange nieuwe lijn oostwaarts tot Sacaba aan te leggen. Geen van de deze projecten werd gerealiseerd. In augustus 1913 opende ELFEC toch een nieuwe elektrische lijn over de rivier tot in Cala Cala. In november volgden nog elektrische stadslijnen naar het oosten en zuiden. In 1914 bouwde het een krachtiger elektriciteitscentrale in Incachaca, ongeveer 80 km ten noordoosten van de stad.
In hetzelfde jaar bestelde de ELFEC bij de Maschinenfabrik Augsburg-Nürnberg Aktiengesellschaft (MAN) de eerste echte elektrische trams. Het waren twee tweeassers met de nummers 1 en 2. Een vierasser met nummer 3 volgde in 1924.
The World Survey of Foreign Railways maakte in 1933 melding van vijf elektrische locomotieven, zes elektrische trams en een spoorlengte van 29 km. De Boliviaanse Extracto Estadístico sprak in 1936 over vijf locomotieven, zes trams, elf reizigersrijtuigen en 53 goederenwagons. De oorsprong van de drie andere trams die geen gelijkenis hadden met de MAN-trams, is onbekend. ELFEC verving de pantografen op de MAN-trams door beugels van Siemens die al gebruikt werden op de locomotieven.

### De neergang en het einde
Na de crisis van de jaren 30 legde de ELFEC zich in de eerste plaats toe op de levering van elektriciteit aan de inwoners en nijverheid van Cochabamba waardoor de tramexploitatie verwaarloosd werd. Voertuigen en infrastructuur raakten in verval en nieuwe buslijnen pikten steeds meer tramreizigers in. Drie ouder wordende trams op vier lijnen waarvan één met een lengte van 17 km, waren lang niet voldoende en ELPEC was niet in staat om een nieuwe lening te krijgen voor de aankoop van nieuw materieel. In juli 1939 sloot de stad het tramnet nadat ze een van de sporen geplaveid had.

### Een kortstondige terugkeer
Omdat de nieuwe bussen sneller versleten dan de trams, kwam er de roep van het publiek om de trams her in te voeren. De lijnen naar Cala Cala en Vinto hervatten hun exploitatie in 1941 maar de laatstgenoemde sloot alweer in 1943 terwijl de lijn naar Cala Cala overgenomen werd door de stad.
Storingen en ontsporingen leidden ertoe dat de administratie in februari 1948 besliste om het tramnet op korte termijn te sluiten. Op zondagnamiddag 30 mei 1948 reed de tram een laatste rit naar het park in Cala Cala.
Het rollend materieel van de ELPEC werd blijkbaar gesloopt.

## Een volledig nieuwe lightrail
Omdat de bestaande vormen van openbaar vervoer (bus, microbus, trufis en taxi's) ontoereikend werden en oorzaak van geluidsoverlast en luchtvervuiling, beslisten de diverse lokale en regionale overheden samen met de Boliviaanse regering tot de aanleg van een vervoersysteem met grote capaciteit. Een klassieke ondergrondse metro was niet aangewezen omwille van seismische activiteit.
Er kwamen vanuit de overheid twee voorstellen van vervoersysteem. José Maria Leyes, burgemeester van de stad, stelde een nieuw massa-vervoersysteem voor onder de naam Llajtabus en inspireerde zich hiervoor op het autobusnetwerk van de hoofdstad La Paz. De Boliaanse president Evo Morales was voorstander van een stedelijk lightrailnet (Mi Tren genoemd) waarvan de bouw drie jaar zou duren. Het plan was om in het net drie lijnen te voorzien die elk zouden aangeduid worden met een van de kleuren van de Boliviaanse vlag: rood, geel en groen.
In december 2017 startte de aanleg van de groene lijn.
Het geplande net op normaalspoor heeft een lengte van 42,1 km met volgende lijnen:
| Nummer | Lijn                       | Traject                                                                                                | Lengte  | Aantal stations / haltes |
| ------ | -------------------------- | --- | ------- | ------------------------ |
| 1      | Rode lijn (Línea Roja)     | Estación Central (centraal station) – Facultad de Agronomía (landbouwfaculteit San Simón Universiteit) | 5,2 km  | 6                        |
| 2      | Gele lijn (Línea Amarilla) | Estación Central – El Castillo                                                                         | 9,8 km  | 14                       |
| 3      | Groene lijn (Línea Verde)  | Estación Central – Quillacollo - Vinto - Suticollo (Sipe - Sipe)                                       | 27,1 km | 22                       |
|        | Estación Central           | |         | 1                        |
|        | Totaal                     | | 42,1 km | 43                       |

Voor de eerste fase werden op 26 februari 2018 bij het Zwitserse Stadler Rail 12 dubbelgelede trams van het type Metelitsa besteld. De tram, waarvan de levering voorzien is tegen augustus 2019, heeft een breedte van 2,5 m, een lengte van 33 m en een capaciteit van maximum 200 reizigers.
De kostprijs van het hele project wordt geraamd op 537 miljoen US$ waarvan 504 miljoen US$ voor de infrastructuur en de aankoop van het rollend materieel en 33 miljoen US$ voor projectkosten en -opvolging. De bouw is in handen van de Asociación Accidental Tunari, een consortium bestaande uit de Spaanse bouw- en ingenieurgroep Joca en het Zwitserse Molinari Rail.